# The Kicker
The Kicker – album amerykańskiego wibrafonisty jazzowego Bobby’ego Hutchersona, nagrany w 1963, lecz wydany w 1999 roku na płycie kompaktowej przez Blue Note Records w limitowanym nakładzie w ramach Connoisseur Series.

## Powstanie
Materiał na płytę został zarejestrowany 29 grudnia 1963 roku przez Rudy’ego Van Geldera w należącym do niego studiu (Van Gelder Studio) w Englewood Cliffs w stanie New Jersey. Produkcją albumu zajął się Alfred Lion.

## Lista utworów
Opracowano na podstawie materiału źródłowego.
| Nr | Tytuł utworu                | Muzyka                           | Długość |
| -- | --------------------------- | -------------------------------- | ------- |
| 1. | „If Ever I Would Leave You” | Alan Jay Lerner, Frederick Loewe | 10:33   |
| 2. | „Mirrors”                   | Joe Chambers                     | 6:52    |
| 3. | „For Duke P.”               | Bobby Hutcherson                 | 7:54    |
| 4. | „The Kicker”                | Joe Henderson                    | 6:07    |
| 5. | „Step Lightly”              | Henderson                        | 14:18   |
| 6. | „Bedouin”                   | Duke Pearson                     | 8:11    |
|    |                             |                                  | 53:55   |

## Twórcy
Opracowano na podstawie materiału źródłowego.
Muzycy:
- Bobby Hutcherson – wibrafon
- Joe Henderson – saksofon tenorowy
- Duke Pearson – fortepian
- Grant Green – gitara (utwory 4-6)
- Bob Cranshaw – kontrabas
- Al Harewood – perkusja

Produkcja:
- Alfred Lion – produkcja muzyczna
- Rudy Van Gelder – inżynieria dźwięku
- Patrick Roques – projekt okładki
- Francis Wolff – fotografia na okładce
- Michael Cuscuna – produkcja muzyczna (1999)